# Ursus Wehrli
Ursus Wehrli (né Urs Wehrli le 13 août 1969 à Aarau en Suisse alémanique) est un comique de cabaret, plasticien et photographe suisse. Il réalise des également des performances.

## Biographie
Ursus Wehrli est natif d’Aarau dans le canton d'Argovie. Il a suivi une formation de typographe. Depuis 1987, il forme avec Nadja Sieger le duo de cabaret Ursus & Nadeschkin. Ce duo s’est fait connaître dans les pays germanophones grâce à une dizaine de spectacles, ayant données lieu à des tournées. Il vit actuellement à Zurich.

## Œuvres réalisées

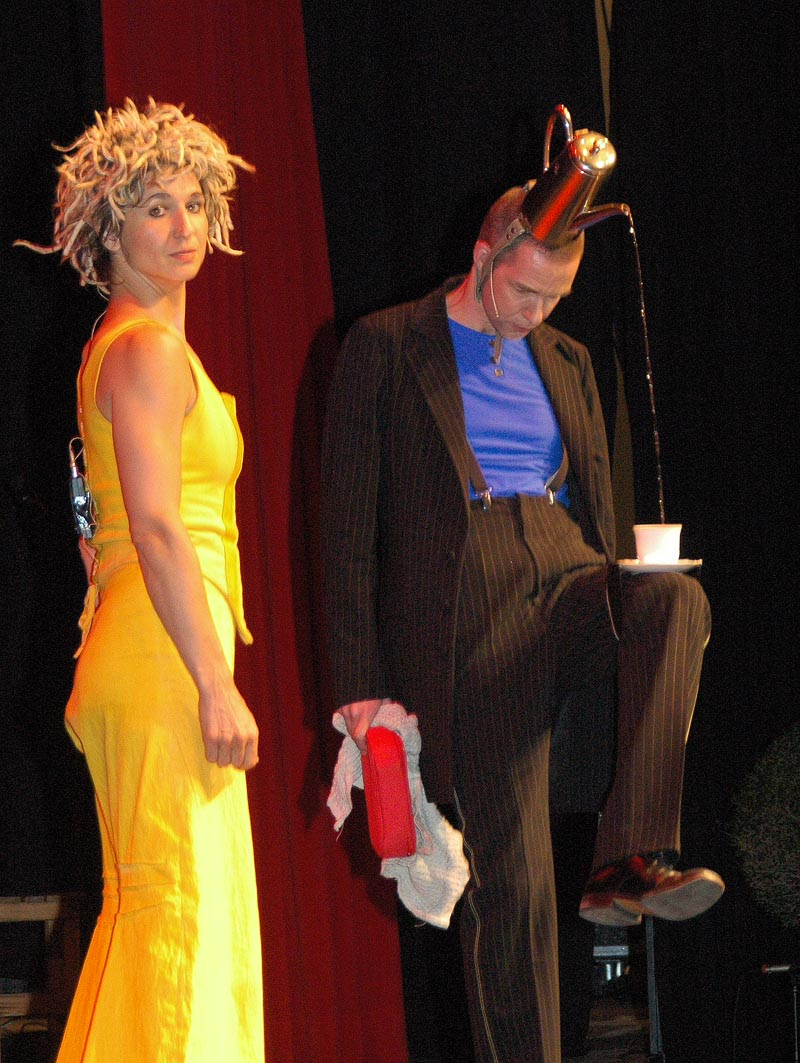
En duo avec Nadja Sieger

À côté de son activité dans le duo Ursus & Nadeschkin, Ursus Wehrli réalise également des œuvres picturales, notamment depuis 2002 dans son projet Remettre de l’ordre dans l’Art : 
Il découpe des reproductions de tableaux célèbres et les réagence dans un nouvel ordre.
Il réalise également des performances sur le thème du rangement qui donnent lieu à des films, et a publié des livres traduits en une quinzaine de langues et utilisées comme outils pédagogiques. L'un des exercices proposé aux élèves consiste à leur présenter une œuvre réagencée par Ursus Wehrli et à leur demander d'imaginer à quoi pourrait ressembler l'original.
En 2012, la poste suisse lui a demandé de concevoir un timbre poste.

## Livres traduits en français

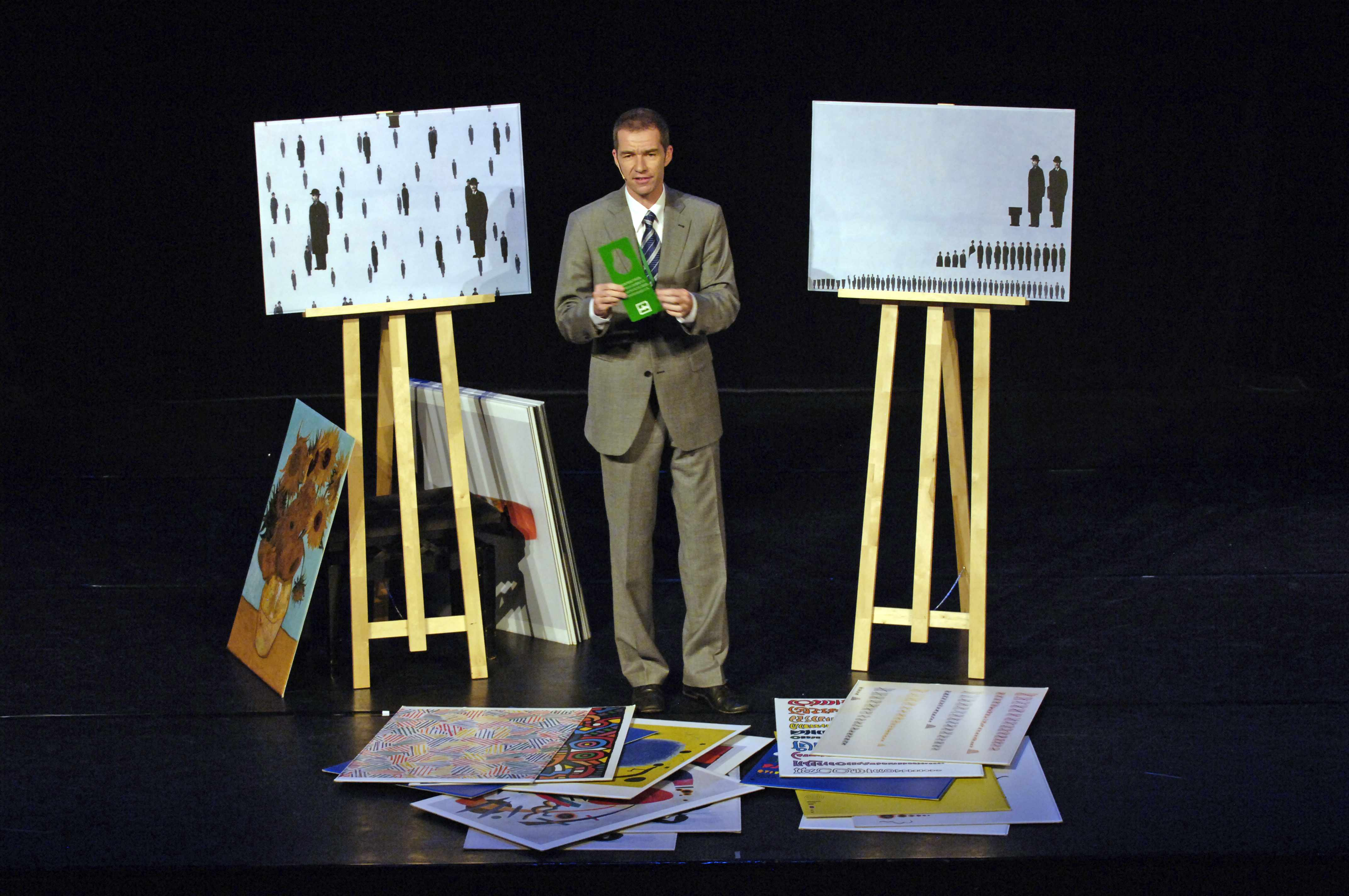
Ursus Wehrli range Magritte

- L’Art en bazar, éditions Milan 2003  (ISBN 2745911422)
- L’Art toujours en bazar, éditions Milan 2009  (ISBN 2745937790)
- Photos en Bazar, éditions Milan 2013  (ISBN 2745955306)

## Prix et récompenses
- 2015 : 1er prix Nonbook-Award Frankfurter Buchmesse, pour Die Kunst, aufzuräumen
- 2017 : German Design Award pour Die Kunst, aufzuräumen